# Робърт Райън
Робърт Райън (на английски: Robert Ryan) е американски актьор. 

## Биография
През 1932 г. завършва колежа „Дартмут“, като през всичките четири години на обучение запазва титлата за бокс шампион в тежка категория. Работил е като огняр на кораб и в ранчо в Монтана. В началото на 1940-те години той учи актьорско майсторство в Холивуд, играе малки роли на сцената и във филми.
През януари 1944 година Райън подписва договор с RKO Radio Pictures. Постъпва в морската пехота на САЩ, служи като инструктор в Camp Pendleton (Сан Диего). Там той се сприятелява с писателя и бъдещ режисьор Ричард Брукс.
Първата забележителна роля на Райън е на антисемитският убиец във филма „Кръстосан огън“ (1947), базиран на романа на Брукс. Тази роля му печели единствената номинация за Оскар за най-добра мъжка роля. Работи с такива режисьори като Никълъс Рей, Антъни Ман, Самуел Фулър, Робърт Уайз. През 1960-те години най-забележителните му роли са във филмите „Мръсната дузина“ на Робърт Олдрич и „Дивата орда“ на Сам Пекинпа. В същото време Райън играе на Бродуей и работи много за телевизията.

## Избрана филмография
| Година | Филм                    | Оригинално заглавие   | Роля           | Режисьор      |
| ------ | ----------------------- | --------------------- | -------------- | ------------- |
| 1952   | Хоризонт в прерията     | Horizons West         | Дан Хамънд     | Бъд Бетикър   |
| 1953   | Голата шпора            | The Naked Spur        | Бен Вандергрот | Антъни Ман    |
| 1955   | Лош ден в Блек Рок      | Bad Day at Black Rock | Рино Смит      | Джон Стърджис |
| 1959   | Денят на престъпника    | Day of the Outlaw     | Блез Старет    | Андре Де Тот  |
| 1959   | Шансове за утрешния ден | Odds Against Tomorrow | Ърл Слейтър    | Робърт Уайз   |
| 1961   | Цар на царете           | King of Kings         | Йоан Кръстител | Никълъс Рей   |
| 1966   | Професионалистите       | The Professionals     | Ханс Еренгард  | Ричард Брукс  |
| 1969   | Дивата орда             | The Wild Bunch        | Дийк Торнтън   | Сам Пекинпа   |